# Bamberger-Umlagerung

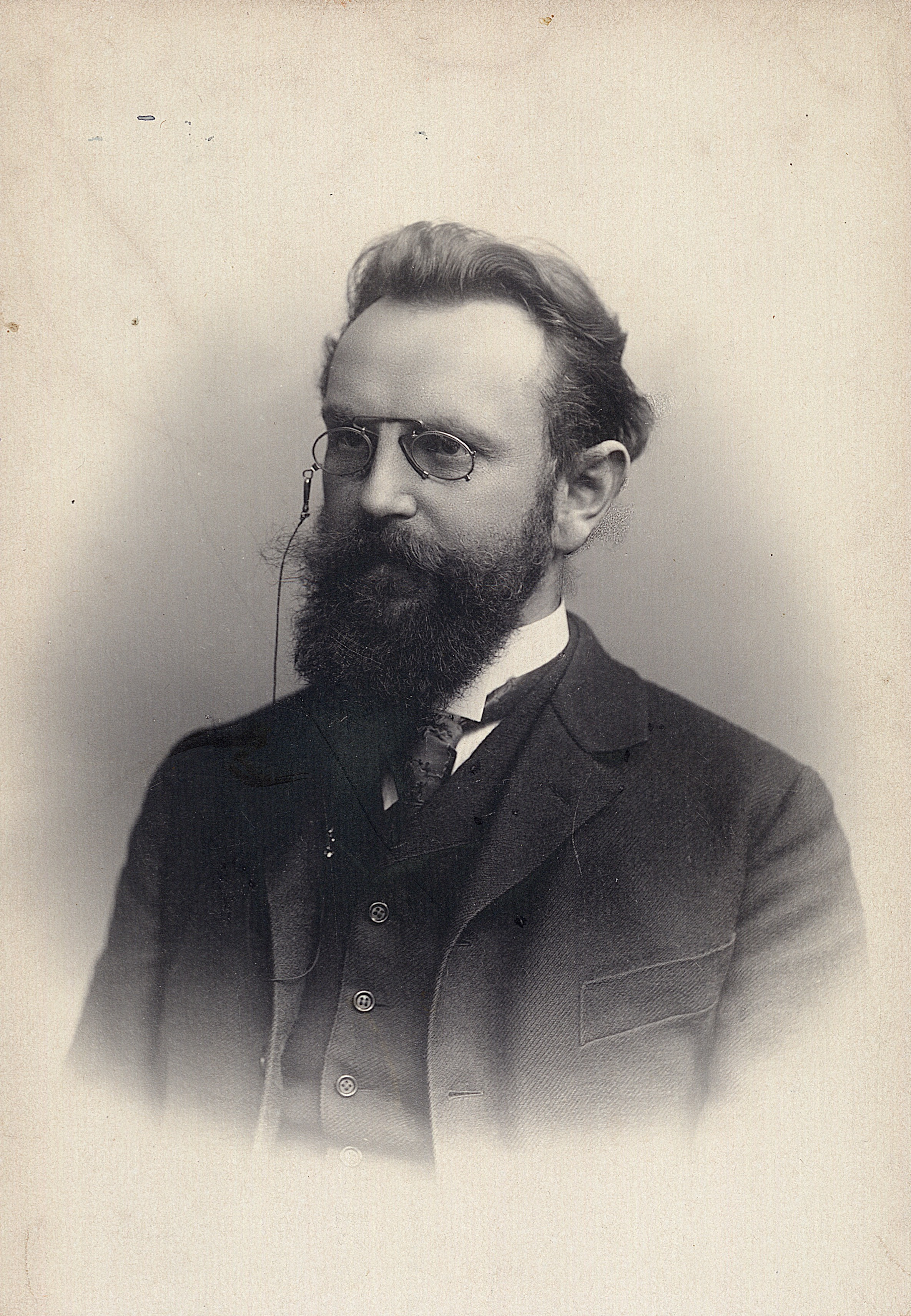
Eugen Bamberger (1857–1932)

Die Bamberger-Umlagerung ist eine Reaktion aus dem Bereich der Organischen Chemie und nach ihrem Entdecker, dem deutschen Chemiker Eugen Bamberger (1857–1932), benannt. Die Reaktion dient der Synthese von para-Hydroxyanilin-Derivaten aus Phenylhydroxylamin-Derivaten in Gegenwart starker wässriger Säuren.

## Reaktionsmechanismus
Die Reaktion beginnt mit der reversiblen Protonierung des Phenylhydroxylamins 1. Die Protonierung des Stickstoffatoms wird bevorzugt und führt zu 2, ist jedoch für die gewünschte Reaktion unproduktiv. Wird der Hydroxy-Sauerstoff protoniert (3), kann unter Bildung eines mesomeriestabilisierten Nitreniumions 4 Wasser abgespalten werden. Nun folgt ein nukleophiler Angriff eines Wassermoleküls am Aromaten. Daraus entsteht nach Rearomatisierung das Produkt 5.